# Ed Diener
Edward F. Diener (Glendale, 1946) fue un psicólogo, profesor y autor estadounidense, docente de psicología en la Universidad de Utah y en la Universidad de Virginia, profesor emérito distinguido Joseph R. Smiley de la Universidad de Illinois y científico superior de la Organización Gallup. Es conocido por sus investigaciones sobre la felicidad, incluyendo trabajos sobre las influencias del temperamento, la personalidad, la economía y la cultura sobre el bienestar.
Por su investigación fundamental sobre el tema, Diener es apodado el Doctor Felicidad. Durante su carrera ha trabajado con investigadores como Daniel Kahneman y Martin Seligman.

## Primeros años y estudios
Diener nació en 1946 en Glendale, California y creció en una granja en el Valle de San Joaquín.
Asistió a la Escuela Secundaria San Joaquin Memorial en Fresno y posteriormente obtuvo una licenciatura en psicología en 1968 en la Universidad Estatal de California. Realizó su doctorado en la Universidad de Washington en 1974 y fue miembro del profesorado de la Universidad de Illinois durante 34 años, retirándose de la enseñanza activa en 2008.
Ocupó la cátedra Smiley como Profesor Distinguido de Psicología Joseph R. Smiley en la Universidad de Illinois. En 2010 recibió doctorados honorarios de la Universidad Libre de Berlín y del Eureka College. Ganó el premio al científico distinguido de la Sociedad Internacional de Estudios sobre la Calidad de Vida, así como el premio Jack Block por sus destacadas contribuciones a la psicología de la personalidad.
En 2015 retornó a la enseñanza como profesor de psicología en las universidades de Virginia y Utah.

## Investigación sobre la felicidad
Diener, también conocido como el Doctor Felicidad, es uno de los principales investigadores en el campo del bienestar subjetivo (BS), el cual es definido por Diener como la forma en que las personas evalúan sus vidas, tanto en el momento actual como durante períodos más largos. Estas evaluaciones incluyen las reacciones emocionales de las personas a los eventos, sus estados de ánimo y los juicios que se forman sobre la satisfacción de su vida, su realización y otros aspectos como el matrimonio y el trabajo. Desarrolló un modelo de tres factores del BS en 1984, el cual describe cómo las personas experimentan la calidad de sus vidas e incluye tanto reacciones emocionales como juicios cognitivos.  Plantea "tres componentes del bienestar distintos pero a menudo relacionados: afecto positivo frecuente, afecto negativo poco frecuente y evaluaciones cognitivas como la satisfacción con la vida".
En 2002, Diener realizó un estudio en la Universidad de Illinois con Martin Seligman en el que se determinó que "las características más destacadas que compartía el 10% de los estudiantes con mayores niveles de felicidad y menos signos de depresión eran sus fuertes lazos con los amigos y la familia y el compromiso de pasar tiempo con ellos". Diener ha afirmado: "Es importante trabajar en las habilidades sociales, los lazos interpersonales cercanos y el apoyo de la sociedad para conseguir la felicidad".
Diener propone que la felicidad tiene beneficios más allá de "sentirse bien". En un documento publicado en 2011 examinó ocho tipos de pruebas que apoyan una relación causal del bienestar subjetivo con la salud y la longevidad. Después de examinar los resultados de estudios longitudinales, metaanálisis, experimentos con animales, experimentos con humanos y cuasi-experimentos naturales, Diener concluyó que las evidencias apoyan de manera abrumadora el argumento de que un alto BS causa mejor salud y longevidad. También afirmó que la felicidad trae consigo un mayor autocontrol y más conductas a favor de la interacción social. En resumen, la felicidad es funcional.
La teoría tradicional de la adaptación del bienestar sugiere que las personas tienen un punto de referencia predeterminado para la felicidad (Brickman y Campbell, 1971). Cualquier evento de la vida, positivo o negativo, sólo puede tener influencias transitorias en el BS. La investigación de Diener desafió esta teoría demostrando que las personas no se adaptan completamente a todos los eventos. Algunas circunstancias poderosas pueden cambiar los puntos de referencia emocionales de las personas. En particular, las personas que pierden a sus cónyuges o sus empleos no pueden recuperarse completamente muchos años después de los acontecimientos. Este descubrimiento tiene profundas implicaciones, pues en primer lugar explica las enormes diferencias de BS entre las naciones de todo el mundo. En segundo lugar, arroja luz sobre la posibilidad de que las intervenciones, tanto a nivel individual como social, produzcan impulsos duraderos de felicidad. Diener y sus colegas también descubrieron diferencias individuales en la adaptación. Por ejemplo, algunas personas se adaptan rápidamente a la alegría del matrimonio, mientras que otras experimentan un efecto duradero en su BS.
Utilizando datos longitudinales de más de 100 países, Diener y sus colegas demostraron que los países ricos son, en general, más felices que los países pobres. Además, la satisfacción de la vida de la mayoría de los países aumenta a medida que se hacen más ricos con el tiempo. Diener identificó tres factores que influyen en la relación entre los ingresos económicos y el BS. Concretamente, el aumento de los ingresos muy probablemente da lugar a un mayor BS pues normalmente conduce a un mayor optimismo, satisfacción financiera y prosperidad material de los hogares.